# Tiffany Brown
Tiffany Monique Brown (ur. 26 sierpnia 1986 w Charlotte) – amerykańska koszykarka występująca na pozycjach rozgrywającej lub rzucającej, od 2023 zawodniczka KFUM Uppsala Basket.
31 sierpnia 2020 dołączyła do Enei AZS Poznań.

## Osiągnięcia
Stan na 1 września 2020, na podstawie, o ile nie zaznaczono inaczej.
NCAA
- Zaliczona do:
  - I składu turnieju SoCon (2007)
  - II składu konferencji Southern (SoCon – 2007, 2008)

Drużynowe
- Mistrzyni:
  - Koszykarskie Ligi Europy Środkowej (Central Europe Women League – CEWL – 2014, 2017)
  - Szwecji (2019)[4]
- Wicemistrzyni:
  - Szwecji (2017, 2018)[5]
- Zdobywczyni Pucharu Słowacji (2017)[6]
- Uczestniczka rozgrywek Eurocup (2008–2010, 2016–2018)

Indywidualne
(* – nagrody przyznane przez portal eurobasket.com)
- Najlepsza zawodniczka*:
  - zagraniczna ligi szwedzkiej (2016)[7]
  - występująca na pozycji obronnej ligi szwedzkiej (2016)[7]
- Zaliczona do*:
  - I składu:
    - ligi szwedzkiej (2016, 2019)[7][4]
    - zawodniczek zagranicznych ligi:
      - szwedzkiej (2016, 2019)[7][4]
      - słowackiej (2017)[6]

    - defensywnego ligi rumuńskiej (2013)

  - II składu ligi:
    - rumuńskiej (2013)
    - słowackiej (2017)[6]
    - szwedzkiej (2022)[8]

  - honorable mention ligi szwedzkiej (2018, 20)[5][9]
- Uczestniczka meczu gwiazd ligi rumuńskiej (2010, 2012)
- Liderka w:
  - asystach ligi szwedzkiej (2019)[4]
  - przechwytach ligi rumuńskiej (2013)[10]